# Warzob Duszanbe
Warzob Duszanbe (tadż. Клуби футболи «Варзоб» Душанбе) – tadżycki klub piłkarski, mający siedzibę w stolicy kraju, Duszanbe.

## Historia
Chronologia nazw:
- 1996: Warzob Duszanbe (ros. «Варзоб» Душанбе)

Piłkarski klub Warzob został założony w miejscowości Duszanbe w 1996 roku z inicjatywy dowódcy polowego, generała, szefa jednej z jednostek MSW Tadżykistanu, Suhroba Kosimowa. Na początku istnienia występował w mistrzostwach miasta. W 1998 zespół debiutował w rozgrywkach Wyższej Ligi Tadżykistanu. W debiutowym sezonie do klubu zostały zaproszone najlepsze piłkarze z innych klubów, dlatego zdobył mistrzostwo i Puchar kraju. W sezonie 1999/00 debiutował w rozgrywkach pucharów azjatyckich. Po zakończeniu sezonu 2001 klub został rozformowany.
Po kilku latach klub został reaktywowany. W 2009 występował w mistrzostwach miasta.

## Sukcesy

### Trofea międzynarodowe
| \| \| Zdobyte trofea w rozgrywkach międzynarodowych (stan na: 31-12-2015) \| |                                                                     |      |                  |
| Rozgrywki                                                                    | Osiągnięcie                                                         | Razy | Sezon(y)         |
| · Liga Mistrzów AFC                                                          | zdobywca                                                            | 0    |                  |
| · Liga Mistrzów AFC                                                          | finalista                                                           | 0    |                  |
| · Liga Mistrzów AFC                                                          | runda 2                                                             | 2    | 1999/00, 2000/01 |
| Puchar AFC                                                                   | zdobywca                                                            | 0    |                  |
| Puchar AFC                                                                   | finalista                                                           | 0    |                  |
| Azjatycki Puchar Zdobywców                                                   | zdobywca                                                            | 0    |                  |
| Azjatycki Puchar Zdobywców                                                   | finalista                                                           | 0    |                  |
| Puchar Prezydenta AFC                                                        | zdobywca                                                            | 0    |                  |
| Puchar Prezydenta AFC                                                        | finalista                                                           | 0    |                  |
| FIFA                                                                         | Zdobyte trofea w rozgrywkach międzynarodowych (stan na: 31-12-2015) |      |                  |

### Trofea krajowe
| \| \| Zdobyte trofea w rozgrywkach Tadżykistanu (stan na: 31-12-2015) \| |                                                                 |      |                  |
| Rozgrywki                                                                | Osiągnięcie                                                     | Razy | Sezon(y)         |
| Mistrzostwo                                                              | I miejsce                                                       | 3    | 1998, 1999, 2000 |
| Mistrzostwo                                                              | II miejsce                                                      | 0    |                  |
| Mistrzostwo                                                              | III miejsce                                                     | 0    |                  |
| Puchar                                                                   | zdobywca                                                        | 2    | 1998, 1999       |
| Puchar                                                                   | finalista                                                       | 0    |                  |
| II liga                                                                  | I miejsce                                                       | 0    |                  |
| II liga                                                                  | II miejsce                                                      | 0    |                  |
| II liga                                                                  | III miejsce                                                     | 0    |                  |
| Tadżykistan                                                              | Zdobyte trofea w rozgrywkach Tadżykistanu (stan na: 31-12-2015) |      |                  |

- Puchar WNP:
  - 4.miejsce w grupie: 2001

## Stadion
Klub rozgrywa swoje mecze domowe na Centralnym stadionie republikańskim (były stadion im. Frunze, Pamir) w Duszanbe, który może pomieścić 21 400 widzów.

## Piłkarze
Znani piłkarze:
| - Umed Alidodow - Alijer Aszurmamadow - Asliddin Habibullojew - Umed Habibullojew - Suhrob Hamidow - Rustam Hodżajew - Israil Idiow - Odil Irgaszew - Denis Knitel - Wiaczeslaw Kniaziew - Denis Kulbajew | - Rustam Kurbanow - Churszed Mahmudow - Aleksandr Mukanin - Oraz Nazarow - Anwar Norkulow - Dżamolidin Ojew - Jusuf Rabijew - Ahliddin Turdijew - Holmurod Zardow - Zafardżon Zubajdow |

## Trenerzy
...
- 1998–1999:  Szarif Nazarow
- 2000:  Ibadullo Kajumow

...